# Francis Pym
Francis Pym (13 de febrero de 1922- 7 de marzo de 2008) fue un político conservador británico que sirvió en distintos puestos del Gabinete durante las décadas de 1970 y 1980.
De joven, sirvió como capitán del Ejército Británico durante la Segunda Guerra Mundial. Y fue mencionado a los despachos al ser condecorado con la Cruz Militar.
Cuando Margaret Thatcher asumió como primera ministra, Pym fue designado secretario de Defensa. En 1981, se convirtió en jefe de la Cámara de los Comunes.
Reemplazó a Peter Carington en el Foreign Office tras la renuncia de este el 5 de abril de 1982 por la «humillación nacional» que había sufrido su país con la ocupación argentina de las islas Malvinas.
Tras las elecciones generales de 1983, fue relevado del cargo por diferencias políticas con Thatcher.
Murió el 7 de marzo de 2008 a los 86 años de edad.